# Asleep at the Wheel
Asleep at the Wheel är en amerikansk musikgrupp som spelar countrymusik och "western swing". Gruppen som leds av sångaren och gitarristen Ray Benson bildades i Paw Paw, West Virginia 1970. Benson bildade gruppen tillsammans med gitarristen Reuben "Lucky Oceans" Gosfield som var en av de viktigaste medlemmarna under åren. De har lanserat ett tjugiotal studioalbum och är mest kända för låten "The Letter That Johnny Walker Read" från 1975. De har vunnit ett flertal Grammys, främst i kategorin "årets instrumentala countryframförande".
Ett stort antal musiker har varit medlemmar i gruppen genom åren. Vid tiden då debutalbumet Comin' Right at Ya gavs ut 1973, bestod gruppen av Chris O'Connell (sång och banjo), Ray Benson (sång och gitarr), Gene Dobkin (kontrabas, basgitarr), Floyd Domino (piano och orgel), Reuben "Lucky Oceans" Gosfield (pedal steel guitar), och Leroy Preston (trummor). Gruppens andra självbetitlade album innehöll deras första framgång på countrysingellistan i USA, "Choo Choo Ch'Boogie". Gruppens studioalbum Texas Gold blev deras framgångsrikaste kommersiellt sett.
1980-talet blev turbulent för gruppen då två av dess viktigaste medlemmar försvann. Lucky Oceans lämnade gruppen, och 1986 lämnade även Chris O'Connell gruppen på grund av graviditet. Under 1990-talet försvann de flesta av de äldre medlemmarna och idag är Ray Benson ende originalmedlem, och den ende som medverkat på alla album. 2009 spelade gruppen in ett album tillsammans med Willie Nelson, Willie and The Wheel.

## Diskografi
Album
- 1973 – Comin' Right at Ya
- 1974 – Asleep at the Wheel
- 1975 – Fathers & Sons
- 1975 – Texas Gold
- 1976 – Wheelin' & Dealin'
- 1977 – The Wheel
- 1978 – Collision Course
- 1979 – Served Live (live)
- 1980 – Framed
- 1985 – Asleep at the Wheel (andra självbetitlade studioalbumet)
- 1987 – 10
- 1988 – Western Standard Time
- 1990 – Keepin' Me Up Nights
- 1992 – Route 66
- 1993 – Tribute to the Music of Bob Wills and the Texas Playboys
- 1995 – The Wheel Keeps on Rollin'
- 1997 – Back to the Future Now – Live at Arizona...
- 1997 – Merry Texas Christmas, Y'All
- 1999 – Ride with Bob
- 2003 – Take Me Back to Tulsa
- 2003 – Wide Awake!: Live in Oklahoma
- 2003 – Live at Billy Bob's Texas
- 2003 – Remembers the Alamo
- 2006 – Live from Austin, TX
- 2007 – Reinventing the Wheel
- 2007 – Kings of Texas Swing (CD/DVD)
- 2007 – Santa Loves to Boogie
- 2007 – Asleep at the Wheel with The Fort Worth Symphony Orchestra
- 2009 – Willie and the Wheel (med Willie Nelson)
- 2010 – It's a Good Day
- 2015 – Still the King: Celebrating the Music of Bob Wills and His Texas Playboys
- 2015 – Willie Nelson and Friends (med Willie Nelson, Tanya Tucker och Shirley Collie)